# Loasa insons
Loasa insons là một loài thực vật có hoa trong họ Loasaceae. Loài này được Poepp. mô tả khoa học đầu tiên năm 1833.

## Hình ảnh

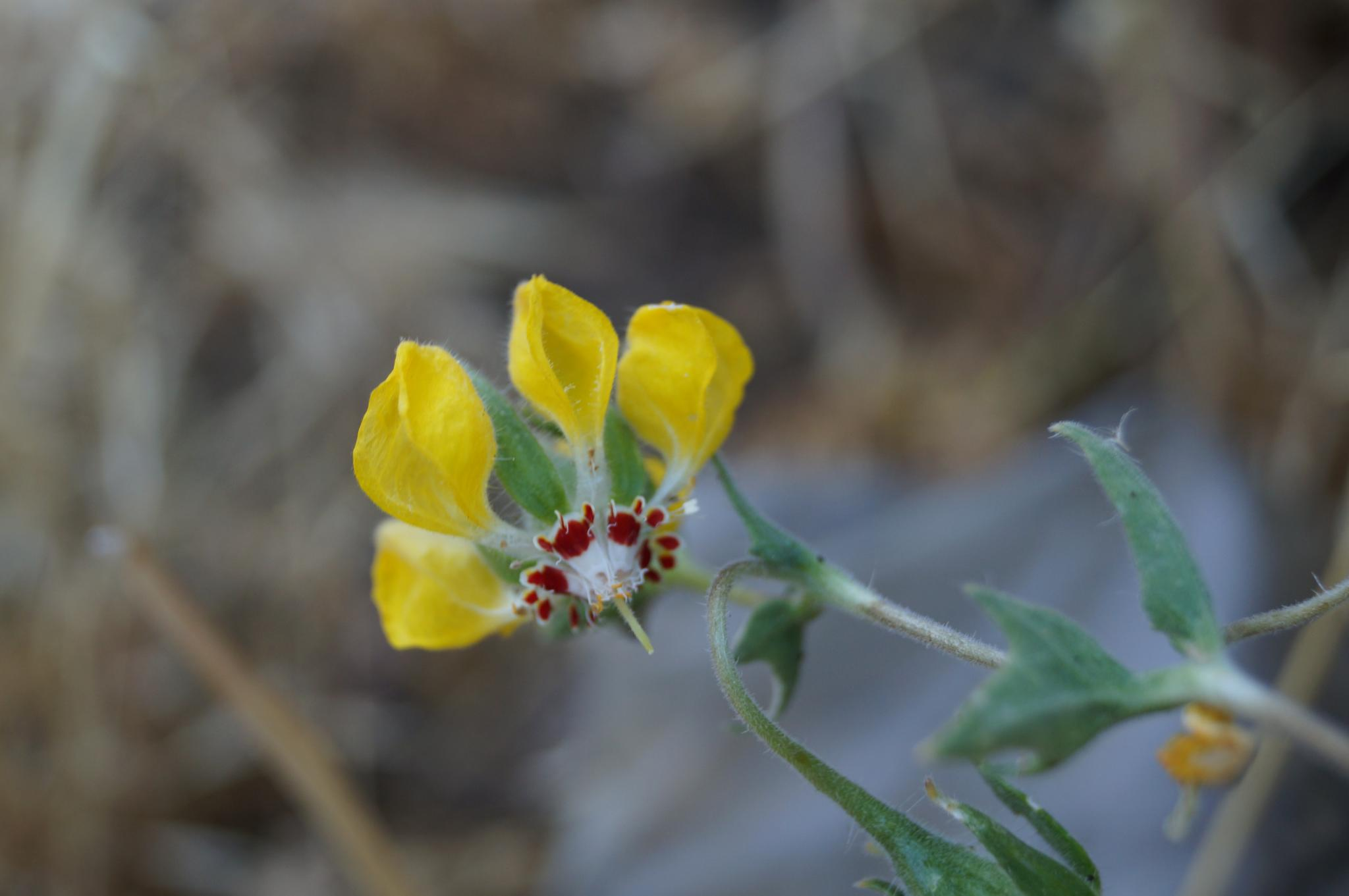